# Белужино-Колдаїров
Белужино-Колдаїров (рос. Белужино-Колдаиров) — хутір у Іловлінському районі Волгоградської області Російської Федерації.
Населення становить 165  осіб. Входить до складу муніципального утворення Озерське сільське поселення.

## Історія
Хутір розташований у межах українського історичного та культурного регіону Жовтий Клин.
Від 1965 року належить до Іловлінського району.

## Населення
| 2002 | 2010 |
| ---- | ---- |
| 100  | ↗165 |